# Hugh de Vere, 4. Earl of Oxford
Hugh de Vere, 4. Earl of Oxford (* um 1210; † vor 23. Dezember 1263) war ein englischer Adliger.
Hugh de Vere war das einzige Kind von Robert de Vere, 3. Earl of Oxford und von dessen Frau Isabel. Sein Vater starb bereits 1221, so dass er zum Erben von dessen Gütern und des Titels Earl of Oxford sowie des Erbamts des Master Chamberlain wurde. Seine Vormundschaft übernahm seine Mutter, bis Hugh 1231 für volljährig erklärt wurde und sein Erbe übernahm. 1233 wurde er zum Ritter geschlagen. Seine Mutter starb am 3. Februar 1245, von ihr erbte er die Herrschaft Whitchurch in Buckinghamshire. Als es 1258 zu einer Revolte einer Gruppe von unzufriedenen Baronen unter Simon de Montfort, 6. Earl of Leicester gegen die Herrschaft von König Heinrich III. kam, unterstützte er diese Adelsopposition. Er befürwortete im Juni 1258 die Provisions of Oxford und wurde im Oktober 1259 als einer der zwölf Vertreter der Barone gewählt, die neben dem Staatsrat das Parlament bilden sollten. Neben anderen Klöstern und Kirchen unterstützte er den Neubau von Westminster Abbey. Er wurde in der Familienstiftung Earls Colne Priory beigesetzt. 
Um 1222 war Hugh de Vere mit Hawise de Quincy, der ältesten Tochter von Saer de Quincy, 1. Earl of Winchester und von dessen Frau Margaret de Beaumont verheiratet worden. Mit ihr hatte er mehrere Kinder, darunter:
- Robert de Vere, 5. Earl of Oxford († 1296)
- Isabel de Vere ⚭ John de Courtenay
- Margaret de Vere ⚭ Hugh de Cressi
- Laura de Vere († 1292) ⚭ Reynold d’Argentine